# Cryptanura incerta
Cryptanura incerta är en stekelart som först beskrevs av Cresson 1874.  Cryptanura incerta ingår i släktet Cryptanura och familjen brokparasitsteklar. Inga underarter finns listade i Catalogue of Life.